# The Moldy Peaches

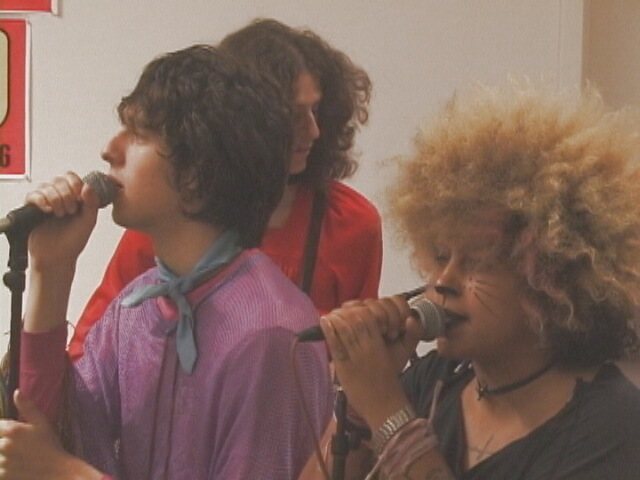
Adam Green und Kimya Dawson

The Moldy Peaches („Die schimmligen Pfirsiche“) ist eine US-amerikanische Anti-Folk-Gruppe. Sie wurde von Adam Green und Kimya Dawson in New York City gegründet. Weitere Mitglieder der Band sind der Bassist Steve Mertens, der Schlagzeuger Strictly Beats und die Gitarristen Jack Dishel und Toby Goodshank.

## Geschichte
Green und Dawson trafen sich zum ersten Mal im Studio von Exile on Main Street Records in Mount Kisco, New York und begannen ihre gemeinsame Zusammenarbeit. In den späten 1990ern war die Gruppe ein Teil der New Yorker Underground-Szene, daher auch die teilweise merkwürdigen Kostüme, zum Beispiel Frosch-Outfits.
Sowohl Adam Green als auch Kimya Dawson konzentrieren sich momentan auf ihre Solokarrieren. Laut Kimya Dawson sind The Moldy Peaches allerdings nur inaktiv, keineswegs tot. 
Anfang 2008 wurde der Song Anyone Else But You von dem ersten Moldy-Peaches-Album für den Independent-Film Juno verwendet und brachte der Band neue Aufmerksamkeit. Adam Green und Kimya Dawson traten u. a. bei der Filmpremiere und in der TV-Show von Whoopi Goldberg wieder gemeinsam auf. Der Soundtrack zu Juno erreichte in den USA Goldstatus und landete auf Platz eins der Billboard Charts. In Deutschland ist er auf Platz 81 der Verkaufscharts eingestiegen. Am 8. Februar 2009 wurde der Soundtrack sogar mit dem Grammy für Best Compilation Soundtrack Album For Motion Picture, Television Or Other Visual Media ausgezeichnet.

## Diskografie
Alben
- 2001: The Moldy Peaches (Rough Trade Records)
- 2003: Moldy Peaches 2000: Unreleased Cutz and Live Jamz 1994-2002 (Rough Trade Records)

Singles
- 2002: County Fair / Rainbows (Rough Trade Records)